# Dragora
Dragora GNU/Linux ist eine argentinische Linux-Distribution. Dragora besitzt ein Paketverwaltungssystem, welches die Installation, das Entfernen, Aktualisieren und erstellen von Paketen ermöglicht. Die Distribution wird von der Free Software Foundation empfohlen; es wird zu 100 % freie Software eingesetzt und benutzt einen Linux-libre-Kernel. Von Dragora wird angenommen, dass es auf dem keep-it-simple, stupid (KISS)-Prinzip aufbaut, was auch als Stärke aufgefasst wird. Dragora kann von der Webseite heruntergeladen werden oder auf CD gekauft werden.
Ab Version 2 wird als Init-System runit verwendet.